# Christo Żiwkow
Christo Pawłow Żiwkow (ur. 18 lutego 1975 w Sofii, zm. 31 marca 2023 w Los Angeles) – bułgarski aktor filmowy.

## Filmografia
- 2001: Rzemiosło wojenne (Il mestiere delle armi) jako Giovanni Medyceusz
- 2001: Pechalbata jako Piłat
- 2002: Dobra wojna (Texas 46) jako Syn Gartnera (Roy Scheider)
- 2004: Pasja (The Passion of the Christ) jako Jan
- 2006: Mafalda di Savoia – Il coraggio di una principessa jako Michele Petrovich
- 2006: Nowe imperium (L’inchiesta) jako Szczepan
- 2007: Ku mojej pamięci (In memoria di me) jako Andrea
- 2007: Farma skowronków (La masseria delle allodole) jako Sarkis
- 2007: Counting House jako Peter
- 2009: Urodziny Davida (Il compleanno) jako Leonard
- 2009: Fly Light jako Augusto
- 2009: Barbarossa jako Gherardo Negro
- 2011: La soluzione migliore jako Marco
- 2012: La figlia del capitano jako Bibikov